# Desmodium sylvicola
Desmodium sylvicola là một loài thực vật có hoa trong họ Đậu. Loài này được Brandegee miêu tả khoa học đầu tiên.